# Павлувко (Цехановський повіт)
Павлувко (пол. Pawłówko) — село в Польщі, у гміні Реґімін Цехановського повіту Мазовецького воєводства.
Населення — 99 осіб (2011).
У 1975-1998 роках село належало до Цехановського воєводства.

## Демографія
Демографічна структура станом на 31 березня 2011 року:
|          | Загалом | Допрацездатний вік | Працездатний вік | Постпрацездатний вік |
| -------- | ------- | ------------------ | ---------------- | -------------------- |
| Чоловіки | 49      | 9                  | 40               | 0                    |
| Жінки    | 50      | 13                 | 28               | 9                    |
| Разом    | 99      | 22                 | 68               | 9                    |